# 2MASS J03250136+2253039
2MASS J03250136+2253039 ist ein Brauner Zwerg im Sternbild Widder. Er wurde 2007 von Kelle L. Cruz et al. entdeckt. Er gehört der Spektralklasse L3 an.